# Zabulistan

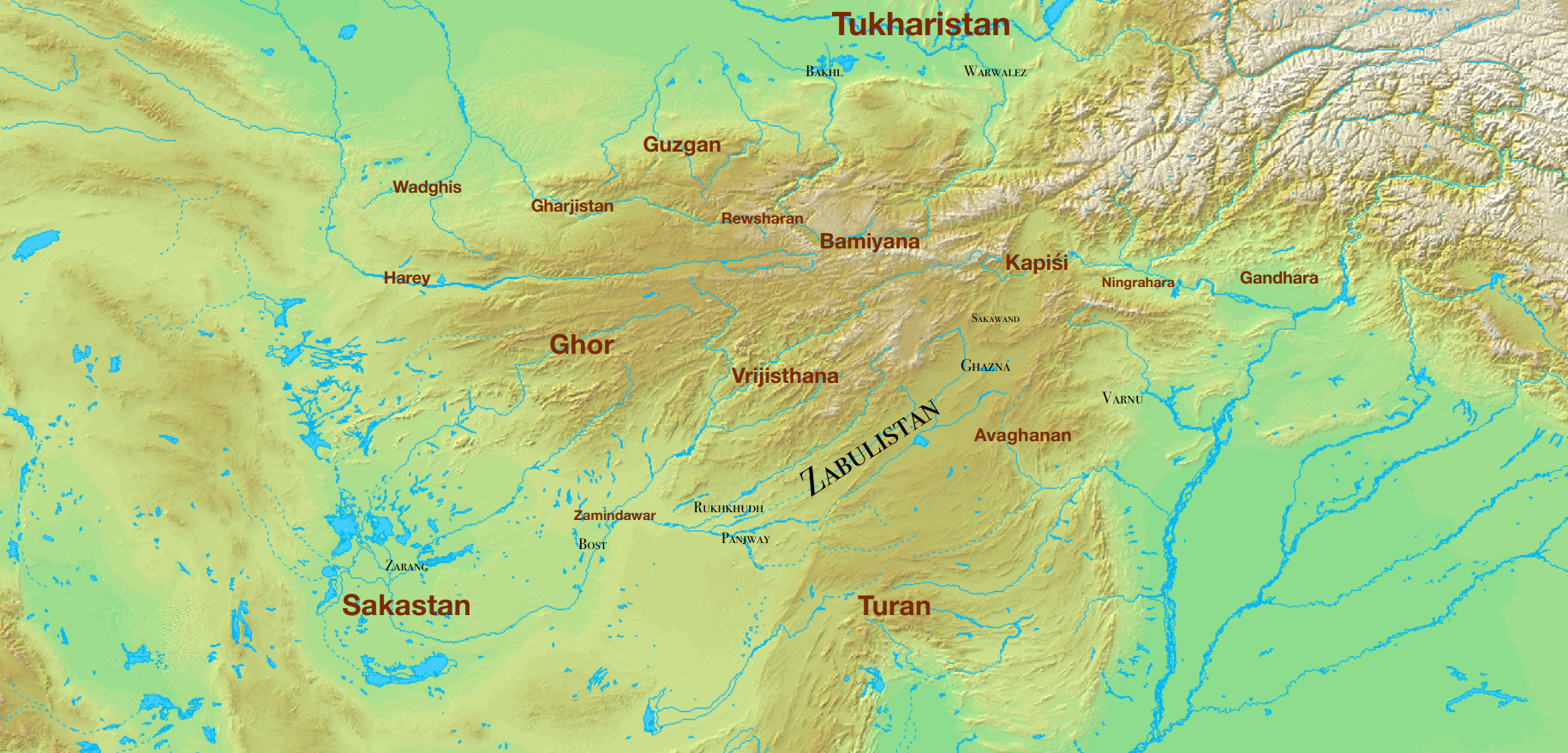
Die Region Zabulistan bzw. Zabul

Zabulistan (persisch زابلستان, in etwa: Land von Žawul) ist die Bezeichnung für eine historische Region in Zentralasien im heutigen Afghanistan.

## Ausdehnung
Der Name Zabulistan (oder Zavulistan) beschreibt eine Region, die zwischen dem historischen Gebiet Sistan und Kabul im heutigen Afghanistan liegt. Vor allem in der Schāhnāme von Firdausi wird der Begriff Zabulistan in der Regel mit der westlich gelegenen Nachbarregion Sistan gleichgesetzt. Die heutige, südlich des Hindukusch liegende, Provinz Afghanistans Zabul entspricht unter anderem der geographischen Lage der historischen Region und ist entsprechend dessen Namensvetter.
Den chinesischen Fernhändlern im 6. und 7. Jahrhundert war das Reich Zabul unter dem Namen Ts'ao bekannt, eine Umschreibung der Eigenbezeichnung Ğawul oder Žawul.

## Geschichte
Die Sasaniden beherrschten die Region Zabulistan im 3. Jahrhundert, wovon unter anderem örtliche Nachprägungen sassanidischer Münzen zeugen. In der Folgezeit konnten es die iranischen Hunnen und im 7. Jahrhundert die Turk-Schahi erobern, die auch über Kabulistan herrschten.
Im Rahmen der islamischen Expansion wurde Zabulistan mehrfach erobert, ging aber auch wieder verloren. Bis ins 9. Jahrhundert herrschten die Zunbils in Zabulistan sowie dem benachbarten Zamindawar (Arachosien) und widersetzten sich dem Islam; über ihre eigene Religion ist nur wenig bekannt. Der Hauptgott Žun wird als Fisch- und vermutlich Handels-Gottheit beschrieben; der König trug eine Krone in Form eines Fischkopfes und ein großes Fischskelett war vor dem Žun-Tempel ausgestellt. Zu Beginn des 8. Jahrhunderts war Zunbil dem Kalifen nur kurz tributpflichtig. Es kam schließlich in den 860er Jahren zu einem Feldzug der Saffariden gegen den Zunbil, und Zabulistan wurde von Sistan eingenommen.
Der persische Geschichtsschreiber Mir Hwand berichtet, dass unter Ahmad Sandschar, dem letzten seldschukischen Fürsten, der diese Gebiete beherrschte, die Provinzen Zabulistan und Sistan von einem Vertrauten des Sultans regiert wurden. Das von ihm beschriebene Zabulistan lag fast vollständig im heutigen Afghanistan. Die Hauptstadt war Ghasna, es grenzte an Ghur, Indien, Sistan und Chorasan.

## Mythologie
Der persischen Mythologie zufolge war Zabulistan das Geburtsland des iranischen Volkshelden Rostam. Das Land taucht in verschiedenen überlieferten Sagen und Erzählungen auf.